# Hoàng Thị Bảo Trâm
Hoàng Thị Bảo Trâm est une joueuse d'échecs vietnamienne née le 9 janvier 1987. 
Au 1er novembre 2019, elle est la troisième joueuse vietnamienne et la 183e joueuse mondiale avec un classement Elo de 2 297 points.

## Biographie et carrière

### Championne du Viêt Nam
Hoàng Thị Bảo Trâm a le titre de grand maître international féminin depuis 2006. Elle remporta le championnat national féminin en 2011 (9 points sur 11), 2016 (6,5 / 9) et 2018 (7 / 9).

### Compétitions par équipe
Hoàng Thị Bảo Trâm a représenté le Vietnam lors des six olympiades féminines de 2008 à 2018,. Elle joua au premier échiquier en 2010, et au deuxième échiquier en 2006 et 2016. Le Vietnam finit septième de l'olympiade d'échecs de 2016 à Bakou, meilleur résultat aux olympiades des équipes du Vietnam (l'équipe masculine finit également septième en 2012).
Hoàng Thị Bảo Trâm a également participé à quatre championnats du monde par équipes féminins (en 2007, 2009, 2011 et 2017), remportant la médaille de bronze individuelle au deuxième échiquier en 2011 et la médaille d'or individuelle au deuxième échiquier en 2017 avec une performance Elo de 2 527 points.